# Ломбак, Иоган Яковлевич
Йо́ган Я́ковлевич Ло́мбак, эст. Johan Lombak, (р. Юхан Кыверялг; 3.7.1897, Феллин, Лифляндская губерния — 1982, Таллин, Эстонская ССР) — эстонский советский государственный и военный деятель. Генерал-майор.

## Образование
1927—1928 — слушатель Высшей пограничной школы ОГПУ.
1941—1942 — слушатель Курсов командиров полков при Военной Академии имени М. В. Фрунзе.
1945—1946 — слушатель Военной Академии Генерального Штаба имени К. Е. Ворошилова.

## Биография
Родился в семье рабочего-каменщика. 1916—1917 — служба в императорской армии. 1917—1920 — работа в Феллинском городском Совете, наборщик (Самара, Томск, Ново-Николаевск).

### Служба в органах государственной безопасности
1920—1921 — следователь Томской губернской ЧК. 1921—1922 — начальник Активной части Государственной политической охраны Дальневосточной Республики.
1922—1923 — начальник Отделения Приморского губернского отдела ГПУ. С августа по октябрь 1923 — временно исполняющий должность начальника Камчатского губернского отдела ГПУ. 1923—1926 — начальник Камчатского губернского отдела ГПУ. С февраля по ноябрь 1926 — начальник Камчатского окружного отдела ГПУ. 1928—1929 — начальник 54-го Нерчинского пограничного отряда ОГПУ. 1929—1930 — начальник 53-го Даурского пограничного отряда ОГПУ. 1930—1931 — начальник 56-го Благовещенского пограничного отряда ОГПУ. 1931—1932 — начальник Частей пограничной охраны и войск Полномочного представительства ОГПУ по Крыму.
1932—1934 — начальник Инспекции пограничной охраны и войск Полномочного представительства ОГПУ по Крыму. 23 декабря 1935 года Иогану Ломбаку было присвоено звание полковника.
1934—1936 — начальник Оперативного отдела Управления войск ГПУ Полномочного представительства ОГПУ по Свердловской области — Управления внутренней охраны Управления НКВД по Свердловской области. 1936—1937 — начальник Штаба Управления внутренней охраны Управления НКВД по Свердловской области.
С апреля по август 1937 года — начальник Штаба войск внутренней охраны Уральского округа.
1937—1938 — начальник 60-го Камчатского пограничного отряда НКВД. 1937—1938 — начальник Управления НКВД по Камчатского области. В марте 1938 года его отстраняют от должности и увольняют из органов государственной безопасности.
1938—1941 — помощник директора завода «Трактородеталь» (Саратов).

### Служба в армии
1941—1942 — интендант 31-й запасной стрелковой бригады, командир 917-го стрелкового полка 249-й Эстонской стрелковой дивизии.
октябрь—декабрь 1942 — заместитель командира 249-й Эстонской стрелковой дивизии по политической части. 1942—1945 — командир 249-й Эстонской стрелковой дивизии.
С 18 мая 1943 — генерал-майор. 1946—1947 — командир 118-й Таллинской стрелковой дивизии. 1947—1948 — заместитель командира 22-й пулемётно-артиллерийской дивизии. февраль—апрель 1948 — заместитель военного комиссара Эстонской ССР. 1948—1951 — военный комиссар Эстонской ССР.

### Работа в Совете Министров Эстонской ЭССР
1951—1953 — министр внутренних дел Эстонской ССР. Июнь—сентябрь 1953 — управляющий делами Совета Министров Эстонской ССР. 1953—1959 — министр внутренних дел Эстонской ССР. С октября 1959 на пенсии.

## Награды
- 2 ордена Ленина
- 4 ордена Красного Знамени
- 2 ордена Красной Звезды